# ファイヴ-新・神話組曲
『ファイヴ-新・神話組曲』（V:The New Mythology Suite）は、アメリカ合衆国のプログレッシブ・メタル・バンド、シンフォニー・エックスが2000年に発表したスタジオ・アルバム。

## 概要
シンフォニー・エックスの5作目のスタジオ・アルバムで、マイケル・レポンド初参加及びジェイソン・ルロ復帰作。アトランティスの物語、古代エジプト神話、占星術を扱ったコンセプト・アルバムとなっている。

## 楽曲の引用
本作は、バンドが確立したプログレッシブ・メタル・スタイルをよりヘヴィに継承しているだけでなく、ジュゼッペ・ヴェルディの「レクイエムのためのミサ」、ヴォルフガング・アマデウス・モーツァルトの「レクイエム・ミサ曲ニ短調」、ヨハン・ゼバスティアン・バッハの「チェンバロ協奏曲ニ短調BWV1052」と「カンタータ第188番」、バルトーク・ベーラの「管弦楽のための協奏曲Sz.116、BB123」などのクラシック作品も多数引用されている。 
シンフォニー・エックスの1998年のアルバム『トワイライト・イン・オリンポス』はタイトルトラックが収録されずリリースされているが、この時のセッションで作曲された未完成の楽曲が再加工され、『V』全体を通して断片的に採用され、マイケル・ロメオによると本作の最終トラック「甦るアトランティス（パート2）」は未発表の「トワイライト・イン・オリンポス」の半分かそれ以上の部分が採用されている。

## 収録曲
| #         | タイトル                                                                     | 作詞                                                 | 作曲                                       | 時間  |
| --------- | ---------------------------------------------------------------------------- | ---------------------------------------------------- | ------------------------------------------ | ----- |
| 1.        | 「Prelude」(地球への降下)                                                    |                                                      |                                            | 1:07  |
| 2.        | 「Evolution (The Grand Design)」(大いなる進化の計画)                         | マイケル・ロメオ, ラッセル・アレン, ジェイソン・ルロ | ロメオ, マイケル・ピネーラ                 | 5:20  |
| 3.        | 「Fallen」(堕落―ベリアルの息子たち)                                          | ロメオ, アレン, ルロ                                 | ロメオ, ピネーラ, マイケル・レポンド, ルロ | 5:51  |
| 4.        | 「Transcendence (Segue)」(変容)                                              | (インストゥルメンタル)                               | ロメオ                                     | 0:38  |
| 5.        | 「Communion and the Oracle」(聖なる力,聖なる知恵)                            | ロメオ, ルロ                                         | ロメオ, アレン                             | 7:45  |
| 6.        | 「The Bird-Serpent War/Cataclysm」(光と闇,善と悪の戦い)                      | ロメオ, アレン                                       | ロメオ, ピネーラ                           | 4:02  |
| 7.        | 「On the Breath of Poseidon (Segue)」(海神ポセイドンの息)                    | (インストゥルメンタル)                               | ロメオ                                     | 3:01  |
| 8.        | 「Egypt」(ラタの国,エジプト)                                                 | ロメオ, アレン, ルロ                                 | ロメオ,ピネーラ, レポンド                  | 7:04  |
| 9.        | 「The Death of Balance/Lacrymosa」(光から闇へ)                               | (インストゥルメンタル)                               | ロメオ, ルロ                               | 3:42  |
| 10.       | 「Absence of Light」(光の喪失)                                               | ロメオ, アレン                                       | ロメオ, ピネーラ                           | 4:58  |
| 11.       | 「A Fool's Paradise」(愚者の楽園)                                            | アレン, ピネーラ                                     | ロメオ, ピネーラ                           | 5:48  |
| 12.       | 「Rediscovery (Segue)」(甦るアトランティス〈パート1〉)                       | (インストゥルメンタル)                               | ロメオ, ピネーラ                           | 1:24  |
| 13.       | 「Rediscovery (Part II) - The New Mythology」(甦るアトランティス〈パート2〉) | ロメオ, ピネーラ, アレン                             | ロメオ, ピネーラ, ルロ                     | 12:01 |
| 合計時間: | 合計時間:                                                                    | 合計時間:                                            | 合計時間:                                  | 62:41 |

## 参加ミュージシャン
- ラッセル・アレン (ボーカル)
- マイケル・ロメオ (ギター)
- マイケル・レポンド (ベース)
- ジェイソン・ルロ (ドラムス)
- マイケル・ピネーラ (キーボード)